# Stanisław Grzegorzewski
Stanisław Grzegorzewski (ur. w 1842 w Warszawie, zm. 25 stycznia 1903 w Stanisławowie) – porucznik powstania styczniowego.

## Życiorys
Urodził się w 1842 w Warszawie. Kształcił się na Politechnice w Liège. Po wybuchu powstania styczniowego 1863 wrócił na ziemie polskie i dołączył do wojsk polskich. Służył pod komendą gen. Mariana Langiewicza, w oddziale żuawów śmierci François’a de Rochebrune’a i pułkownika Wojciecha Komorowskiego. Początkowo był sierżantem, potem był oficerem w stopniu porucznika. Brał udział w bitwie pod Poryckiem na Wołyniu 2–3 października 1863.
Po upadku powstania osiadł w Galicji zamieszkując w Borszczowie. Tam pracował jako starszy inżynier C. K. Wydziału Krajowego. Był prezesem tamtejszego gniazda Towarzystwa Gimnastycznego „Sokół” i otrzymał tytuł członka honorowego. Dla borszczowskiego „Sokoła” wybudował siedzibę (sokolnię).
Po przejściu na emeryturę zamieszkał w Stanisławowie. Tam zmarł 25 stycznia 1903 w wieku 61 lat. Został pochowany na Cmentarzu Sapieżyńskim w Stanisławowie. Był autorem wspomnień powstańczych, spisanych w 1902 i wydanych we Lwowie w roku następnym pod tytułem Wspomnienia osobiste z Powstania 1863 roku. 